# Phyllocladus aspleniifolius
Phyllocladus aspleniifolius (celery-top pine en inglés), es una gimnosperma endémica de  Tasmania, Australia. Se encuentra en bosques templados húmedos como dominante, en bosques de eucaliptos como especie de sotobosque, y crece ocasionalmente como un arbusto en la vegetación alpina. Está confinado a áreas de alta pluviosidad y baja frecuencia de incendios. 
Es un árbol perennifolio conífero, que crece a una altura de 20 m de alto (raramente 30 m, y es con frecuencia un arbusto en altas altitudes). La hojas son diminutas, cafés y parecidas a escamas, y menos de 1 mm de largo, y se producen escasamente; lo que se ve como hojas en la planta son realmente tallos llamados filoclados. Estos filoclados tienen forma de diamante, de 2-5 cm de largo, 1-2 cm de ancho y 0.5 mm de grosor, verde amarillento claro por la parte de arriba, marcadamente verde-azuloso glauco por debajo con cera estomatal, y con un margen lobulado o con dientes despuntados. Los filoclados nacen en espiral en tallos verdes; cada filoclado tiene una hoja de escama en su base. Los conos están altamente modificados, con varias escamas, cada escama se parece a una baya con un arilo rojo y blanco y una única semilla.
El nombre científico se escribe asplenifolius, pero ante ICBN, es un error ortográfico que tiene que ser corregido. Se deriva de la similitud superficial de los filoclados a las frondas de algunas especies de helechos Asplenium.

## Usos
La madera de esta especie es altamente apreciada por los fabricantes de muebles y constructores de botes. La especie continúa siendo explotada en Tasmania a través de operaciones de talas.